# Theodor Friedrich Julius Basiner
Theodor Friedrich Julius Basiner (russisch Фёдор Иванович Базинер Fedor Iwanowitsch Basiner; * 3. Januarjul. / 15. Januar 1816greg. in Dorpat; † 14. Oktober 1862 in Wien) war ein russischer, deutschbaltischer Botaniker.

## Leben

### Familie
Fedor Basiner war ein Sohn des Privatlehrers Johann Philipp Basiner und der Hedwig, geborene Grönberg. Er vermählte sich 1851 in Kiew mit Charlotte Karoline Becker. Aus der Ehe sind die Söhne Alfred (1855–1913), Militärarzt, und Oskar Basiner (1857–1909), Professor der lateinischen Literatur an der Universität Warschau, hervorgegangen.

### Werdegang
Basiner bestritt von 1836 bis 1840 an der Kaiserlichen Universität Dorpat ein Medizinstudium, während dessen er 1839 eine silberne Preismedaille erhielt. Nach dem Studium fand er am Botanischen Garten in St. Petersburg, zunächst als Konservator (1843–1845), dann als Bibliothekar (1845–1849), eine Anstellung. Bereits in den Jahren 1842/1843 unternahm er eine wissenschaftliche Reise durch Südrussland nach Xiva. Seine Ergebnisse veröffentlichte er 1848 unter dem Titel Naturwissenschaftliche Reise durch die Kirgisensteppe nach Chiwa. in Band 15 der durch Karl Ernst von Baer herausgegebenen Reihe Beiträge zur Kenntniss des Russischen Reiches. 1848 wurde er an der Albertina zum Dr. phil. promoviert. Seit 1849 wirkte er in Kiew, zunächst als Gehilfe bei der Landwirtschaftsinspektion in den südlichen Gouvernements, dann als Leiter der neugegründeten Baumschule, wo er 1861 eine Obstbaumpflanzung anlegte, schließlich als Direktor der Gartenbauschule.
Er beschrieb sieben Pflanzenarten und veröffentlichte zahlreiche Fachartikel. Sein offizielles botanisches Autorenkürzel lautet „Basiner“.
Basiner war russischer Hofrat (Rang 7), wodurch er mit der Anrede Hochwohlgeboren in den russischen Dienstadel aufstieg.